# 芦葉家住宅

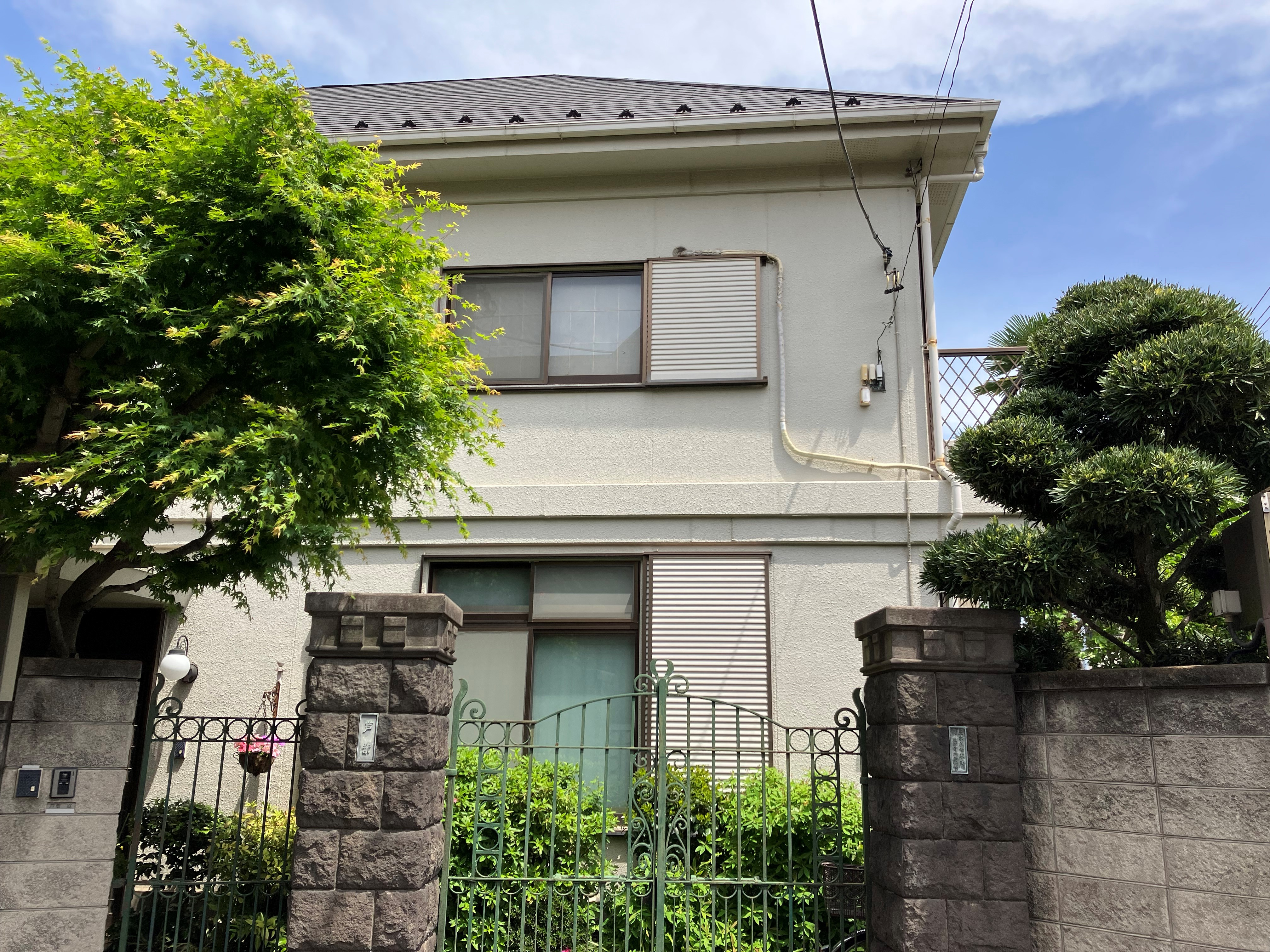
芦葉家住宅門

芦葉家住宅（あしばけじゅうたく）は、東京都文京区千駄木三丁目に所在する、1934年（昭和9年）建築の歴史的建造物（民家）。
芦葉家の鉄筋コンクリート造の倉庫は、1934年（昭和9年）に建てられたラーメン構造で、昭和初期の鉄筋コンクリート技術を知る上で貴重な建物と考えられている。倉庫は、その頃までは土蔵で建てられていたが、それに代わる鉄筋コンクリート造の倉庫が普及した時代でもあった。また、芦葉家の石造の門柱と装飾的な扉は、昭和初期の住宅地の開発の様子を伝えていると考えられている。2005年（平成17年）に、国の登録有形文化財（建造物）に登録された。

## 文化財
登録有形文化財（建造物）
芦葉家住宅倉庫
登録年月日:2005年（平成17年）2月9日、種別:住宅/建築物、登録基準:造形の規範となっているもの。
年代:1934年（昭和9年）建築、鉄筋コンクリート造2階建、建築面積11m2。
芦葉家住宅門
登録年月日:2005年（平成17年）2月9日、種別:住宅/その他工作、登録基準:国土の歴史的景観に寄与しているもの。
年代:1934年（昭和9年）建築、石造、間口4.0m、鉄製門扉付。

## 交通
鉄道
- 東京メトロ千代田線 - 千駄木駅より徒歩5分

## 関連文献
- 東京都教育庁地域教育支援部管理課編『東京都の近代和風建築 東京都近代和風建築総合調査報告書』「河原家住宅 主屋」2009年3月